# Kor Risik DiRaja
Kor Risik DiRaja est un service de renseignement de la Malaisie. Il a été fondé le 7 novembre 1969 sous le nom de Kor Risik par Tunku Osman Tunku Mohammad Jewa, le chef de l'armée. Son directeur est Tuanku Ismail Petra. Le service est contrôlé par l'armée malaisienne. 
Le 7 juin 1997, le Kor Risik a été renommé Kor Risik DiRaja.
Sa devise est “PINTAR DAN CERGAS”. Le service est divisé en 6 départements. Son centre d'exercices se trouve à Sungai Buloh, Selangor. Un nouveau centre est ou était bâti à Mentakab, Pahang.

## Domaines spéciaux
- Guerre psychologique
- Surveillance
- Espionnage
- Reconnaissance
- Contre-espionnage

## Sources
- (en) Cet article est partiellement ou en totalité issu de l’article de Wikipédia en anglais intitulé « Kor Risik DiRaja » (voir la liste des auteurs).